# (73902) 1997 GX5
(73902) 1997 GX5 – planetoida z pasa głównego asteroid okrążająca Słońce w ciągu 3,79 lat w średniej odległości 2,43 j.a. Odkryta 2 kwietnia 1997 roku.